# Eisenhüttenstadt

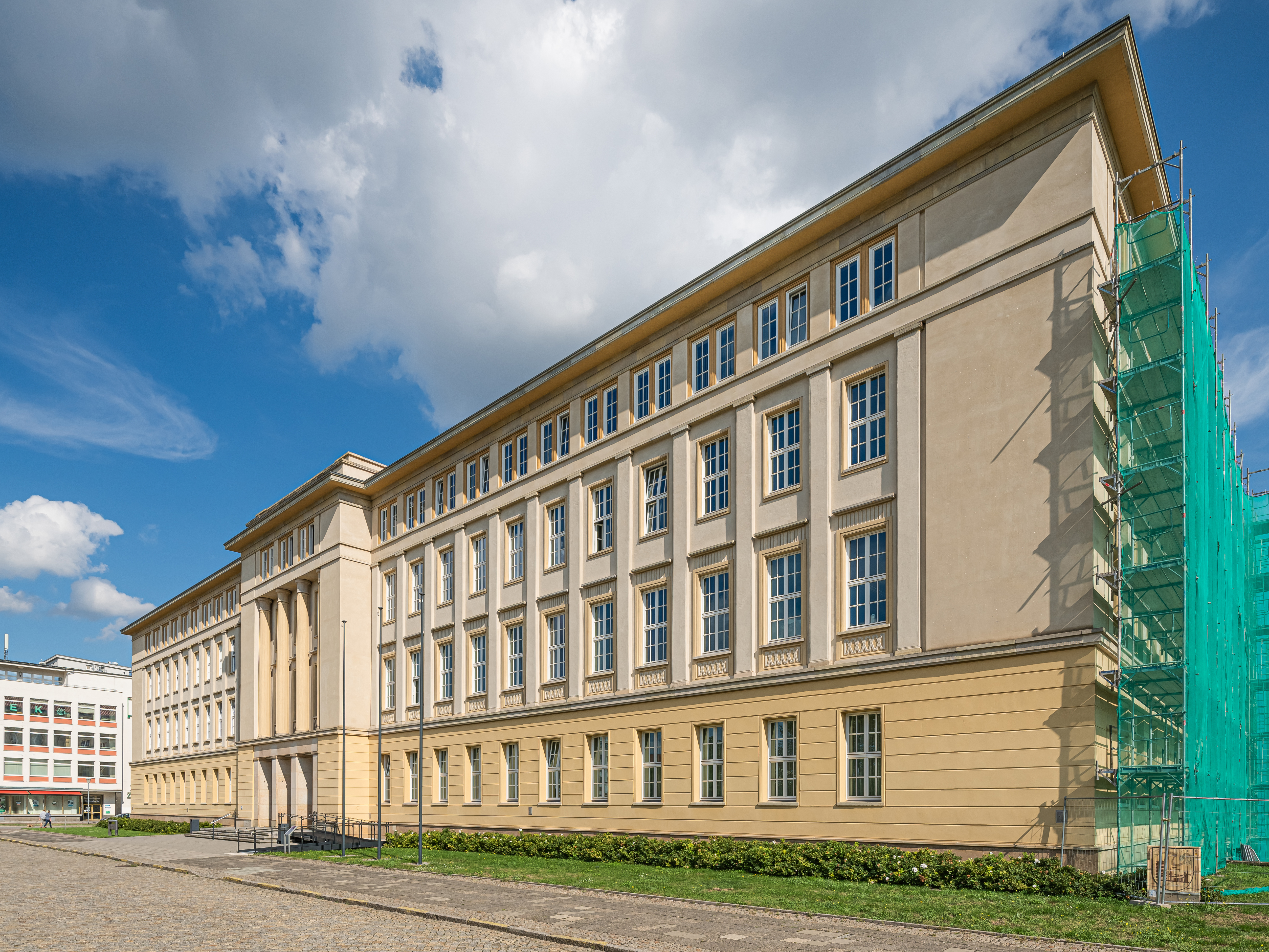
Rådhuset.

Eisenhüttenstadt (7 maj 1953–13 november 1961 Stalinstadt) är en stad i det tyska förbundslandet Brandenburg i länet Oder-Spree. Staden ligger nära den polska gränsen invid floden Oder.
Stålverket som staden är byggd kring byggdes 1950 och staden kallades då Stalinstadt. Namnet Eisenhüttenstadt betyder ordagrant "järnverksstad" och staden med detta namn grundades officiellt 1961 genom en sammanslagning av Stalinstadt med den gamla staden Fürstenberg (Oder). Fürstenberg utgör idag en stadsdel i östra delen av Eisenhüttenstadt, närmast floden. Stadens centrum ligger i Neustadt (tidigare Stalinstadt). Övriga stadsdelar är Diehlo och Schönfliess.
Staden kallades för Tysklands första socialistiska ort och stadsplanering och arkitektur är starkt präglade av stalinistiska ideal. 
Stålverket ägs idag av den internationella stålkoncernen Arcelor.

## Befolkning
- Befolkningsutvecklingen i de nuvarande gränserna (Blå linje: Befolkning—Prickade linjen: Jämförelse med utvecklingen av Brandenburg—Grå bakgrund: Period av Nazistyre—Röd bakgrund: Period av kommunistiskt styre)
- Aktuella befolkningsutveckling (blå linjen) och prognoser (prickade linjen).

| År   | Invånare |
| ---- | -------- |
| 1875 | 3 850    |
| 1890 | 5 253    |
| 1910 | 7 971    |
| 1925 | 8 997    |
| 1933 | 8 944    |
| 1939 | 8 736    |
| 1946 | 7 697    |
| 1950 | 10 579   |
| 1964 | 36 937   |
| 1971 | 45 762   |

| År   | Invånare |
| ---- | -------- |
| 1981 | 48 131   |
| 1985 | 49 086   |
| 1989 | 52 674   |
| 1990 | 51 151   |
| 1991 | 49 330   |
| 1992 | 46 646   |
| 1993 | 47 545   |
| 1994 | 47 770   |
| 1995 | 47 376   |
| 1996 | 46 771   |

| År   | Invånare |
| ---- | -------- |
| 1997 | 45 697   |
| 1998 | 44 773   |
| 1999 | 42 884   |
| 2000 | 41 493   |
| 2001 | 40 180   |
| 2002 | 38 628   |
| 2003 | 37 009   |
| 2004 | 35 884   |
| 2005 | 34 818   |
| 2006 | 33 914   |

| År   | Invånare |
| ---- | -------- |
| 2007 | 33 091   |
| 2008 | 32 214   |
| 2009 | 31 689   |
| 2010 | 31 132   |
| 2011 | 27 795   |
| 2012 | 27 410   |
| 2013 | 27 205   |
| 2014 | 27 444   |
| 2015 | 30 416   |
| 2016 | 26 325   |

| År   | Invånare |
| ---- | -------- |
| 2017 | 25 057   |
| 2018 | 24 633   |
| 2019 | 23 878   |
| 2020 | 23 373   |

Detaljerade källor anges i Wikimedia Commons..

## Kända invånare
- Rudolf Bahro (1935–1997), filosof, DDR-regimkritiker, politiker och författare, gick gymnasiet i Stalinstadt.
- Gisela Beyer (född 1960), friidrottare.
- Hans-Georg Beyer (född 1956), handbollsspelare.
- Udo Beyer (född 1955), friidrottare, OS-segrare för DDR i kulstötning 1976.
- Kathrin Boron (född 1969), roddare, flerfaldig OS-guldmedaljör.
- Katharina Bullin (född 1959), volleybollspelare.
- Tamara Bunke (1937–1967), medlem av Che Guevaras gerilla i Bolivia, gick gymnasiet i Stalinstadt.
- Paul van Dyk, artistnamn för Matthias Paul (född 1971), diskjockey, musikproducent och radioprogramledare.
- Detlef Gerstenberg (1957-1993), friidrottare, släggkastare.
- Torsten Gutsche (född 1968), kanotist.
- Sven Helbig, kompositör och regissör.
- Roger Kluge (född 1986), tävlingscyklist.
- Sören Lausberg (född 1969), tävlingscyklist.
- Florian Müller (född 1986), fotbollsspelare.
- Hendrik Reiher (född 1962), roddare.
- Frank Schaffer (född 1958), friidrottare.